# Le Matin bleu
Le Matin bleu était un quotidien gratuit de Suisse romande édité par le groupe Edipresse et paru du 1er octobre 2005 au 25 septembre 2009. À la suite de la fusion-acquisition des activités suisses d'Edipresse par Tamedia, l'éditeur de 20 Minutes, la parution du Matin bleu cesse au profit de ce dernier.
Visant un public plutôt jeune et citadin, les articles étaient concis et généralement peu commentés.
Il a commencé par être distribué sur l'arc lémanique (principalement à Genève et Lausanne) ainsi que dans les gares d'Yverdon, Neuchâtel et Fribourg. Progressivement, son aire de distribution s'est étendue à toute la Suisse romande.
Le titre paraissait cinq fois par semaine du lundi au vendredi. 